# Smilewound
Smilewound es el sexto álbum de estudio del grupo musical islandés múm, lanzado por Morr Music el 6 de septiembre de 2013.
Fue lazado en formato CD, vinilo y descarga digital, el 7 de septiembre, se lanzó en casete para el Casete Store Day.
El primer sencillo, "Toothwheels", fue lanzado en mayo de 2013. Un video para él fue lanzado en junio, dirigido por múm, Árni Rúnar Hlöðversson y Bruno Granato.

## Lista de canciones
| N.º | Título                                    | Duración |  |
| 1.  | «Toothwheels»                             | 4:46     |  |
| 2.  | «Underwater Snow»                         | 4:08     |  |
| 3.  | «When Girls Collide»                      | 4:23     |  |
| 4.  | «Slow Down»                               | 5:20     |  |
| 5.  | «Candlestick»                             | 5:34     |  |
| 6.  | «One Smile»                               | 5:07     |  |
| 7.  | «Eternity Is The Wait Between Breaths»    | 4:21     |  |
| 8.  | «The Colorful Stabwound»                  | 3:40     |  |
| 9.  | «Sweet Impressions»                       | 3:54     |  |
| 10. | «Time To Scream And Shout»                | 5:06     |  |
| 11. | «Whistle» (bonus track ft: Kylie Minogue) | 6:07     |  |

## Lanzamientos
| Región                     | Fecha                    | Formatos                 |
| -------------------------- | ------------------------ | ------------------------ |
| Mundo                      | 6 de septiembre de 2013  | CD, LP, descarga digital |
| Reino Unido Estados Unidos | 7 de septiembre de 2013  | Casete                   |
| Estados Unidos             | 17 de septiembre de 2013 | CD, LP, descarga digital |